# R. c. Nova Scotia Pharmaceutical Society
R. c. Nova Scotia Pharmaceutical Society est un arrêt de principe de la Cour suprême du Canada rendu en 1992 sur l'article 7 de la Charte canadienne des droits et libertés et la doctrine de l'imprécision. La Cour a jugé que les lois peuvent être annulées en tant que violation de l'article 7 lorsqu'elles sont si vagues qu'elles violent la justice fondamentale.

## Les faits
Un certain nombre de pharmacies furent accusées de complot « pour empêcher ou diminuer indûment la concurrence » en vertu de l'article 32(1)(c) de la Loi relative aux enquêtes sur les coalitions pour la vente de médicaments sur ordonnance et de services de délivrance avant juin 1986. Elles ont contesté la disposition au motif qu'il violait l'article 7 de la Charte en raison de son imprécision.
Au procès, la Cour suprême de la Nouvelle-Écosse a donné raison aux sociétés pharmaceutiques et a annulé la condamnation. En appel, la cour a infirmé le verdict et a donné raison au ministère public.

## Décision de la Cour suprême du Canada
La question dont était saisie la Cour suprême était la suivante :
si l'article 32(1)c) de la Loi contrevenait à l'art. 7 de la Charte en raison de l'imprécision découlant de l'emploi du mot « indûment »; et
si l'article 32(1)c) contrevenait à l'article 7 en raison de la mens rea requise par l'infraction.
La Cour a conclu que l'article 32(1)c) de la Loi était suffisamment clair et ne contrevenait pas à la Charte. Le juge Gonthier a écrit ce jugement rendu unanimement par la Cour.

## Motifs du jugement
Le juge Gonthier a fait remarquer que la doctrine de l'imprécision en vertu de l'article 7 était fondée sur la doctrine de la primauté du droit. Plus précisément, elle est fondée sur « les principes voulant que les citoyens soient raisonnablement prévenus et que le pouvoir discrétionnaire en matière d'application de la loi soit limité ». Une loi sera en violation de l'article 7 pour imprécision si « elle manque de précision au point de ne pas donner suffisamment d'orientations pour le débat judiciaire ».
L'exigence que les « citoyens soient raisonnablement prévenus  » signifie qu'il doit y avoir une connaissance de la loi. Le citoyen doit avoir « la conscience qu'une certaine conduite est assujettie à des restrictions légales ». La « limitation du pouvoir discrétionnaire dans l'application de la l » vise le contenu de la loi, qui exige qu'une loi «  ne doit pas être dénuée de précision au point d'entraîner automatiquement la déclaration de culpabilité dès lors que la décision de poursuivre a été prise ».
Le terme « débat judiciaire » vise à refléter et à englober les principes d'imprécision « dans le contexte plus global d'une analyse de la qualité et des limites de la connaissance et de la compréhension qu'ont les particuliers de l'application de la loi ». Cela exige que la loi définisse « les limites des conduites autorisées et non autorisées ».
Dans l'ensemble, le seuil de l'imprécision est élevé. Gonthier a donné une liste de facteurs à considérer pour déterminer si une disposition est vague :
1. la nécessité de la souplesse et le rôle des tribunaux en matière d'interprétation;
2. l'impossibilité de la précision absolue, une norme d'intelligibilité étant préférable ; et
3. la possibilité qu'une disposition donnée soit susceptible de nombreuses interprétations qui peuvent même coexister.

Compte tenu des faits, la disposition contestée de la loi n'a pas été jugée vague. La Cour a examiné le libellé de la disposition et a pris en compte le contexte de la loi dans le domaine du droit commercial, et a conclu que « le Parlement a suffisamment délimité le domaine de risque et les termes du débat pour respecter la norme constitutionnelle ».